# Microcope denticulata
Microcope denticulata is een pissebed uit de familie Munnopsidae. De wetenschappelijke naam van de soort is voor het eerst geldig gepubliceerd in 2008 door Malyutina.